# Parque Palmas do Tremembé
Parque Palmas do Tremembé é um bairro do distrito de Tremembé, zona norte da cidade de São Paulo. Na década de 1960, início da urbanização do mesmo, o piloto Ayrton Senna praticava kart em um dos lotes do então futuro bairro nobre.
A região de Palmas do Tremembé é arborizada e com predomínio residencial horizontal, possui ruas tortuosas nomeadas remetendo a cidades européias suíças e italianas, como: Lucerna, Locarno, Gênova e Messina. Fica distante do centro da cidade e é próximo dos bairros de Tremembé, Vila Nova Mazzei, Jardim Leonor Mendes de Barros (com o qual frequentemente é confundido) e Tucuruvi. 
O bairro é considerado um dos mais nobres da zona norte de São Paulo, ao lado de outros bairros como Jardim França e Jardim São Bento. Sua localização é estratégica, pois está próximo a áreas valorizadas, mas ainda mantém preços de imóveis relativamente mais baixos, o que lhe confere um alto potencial de valorização. Além disso, o Parque Palmas do Tremembé é cercado por importantes áreas verdes, como o Parque Estadual Alberto Löfgren e a Serra da Cantareira, o que contribui para sua reputação como um dos bairros mais arborizados da região.
Atualmente, o preço do metro quadrado no Parque Palmas do Tremembé varia entre R$ 3,8 mil e R$ 4,5 mil, o que ainda é considerado abaixo de bairros como Casa Verde e Santana, mas com um grande potencial de valorização devido à sua localização e características. A infraestrutura do bairro inclui o Parque Sena com área total de 22 mil metros quadrados, contando com espaços para trilhas, ginástica e áreas para pesquisa ambiental, além de uma rica biodiversidade com 21 espécies de aves registradas pela Prefeitura de São Paulo.